# Creuer Bartolomeo Colleoni
El Bartolomeo Colleoni va ser un creuer lleuger de classe Alberto di Giussano de la Regia Marina, nomenat en honor al capità mercenari del segle xv Bartolomeo Colleoni.

## Història
Bartolomeo Colleoni va servir al mar Mediterrani fins al novembre de 1938 quan va ser enviada per rellevar el Raimondo Montecuccoli a l'Extrem Orient. Va arribar a Xangai el 23 de desembre de 1938 i hi va romandre fins que va esclatar la guerra entre el Regne Unit i Alemanya. L'1 d'octubre de 1939, després d'haver donat el comandament a la corbeta Lepanto, va tornar a Itàlia, arribant el 28 d'octubre.
El Bartolomeo Colleoni, equipat amb hidroavions IMAM Ro.43, va formar la 2a Divisió de creuers del 2n Esquadró, juntament amb el Giovanni delle Bande Nere. La seva primera missió, el 10 de juny de 1940, va ser una sortida per posar mines a l'estret de Sicília, seguida el 6 de juliol de les tasques d'escorta per a un gran comboi de subministrament (un dels primers) de Nàpols a Bengasi (el comboi estava format per transports de tropes Esperia i Calitea i amb motors de càrrega Marco Foscarini, Vettor Pisani i Francesco Barbaro, que va arribar sense danys al port). El 9 de juliol va participar en la batalla de Punta Stilo.
El 18 de juliol, va sortir de Trípoli acompanyada del Giovanni delle Bande Nere (en el qual estava a bord el comandant de la II Divisió, l'almirall Ferdinando Casardi) amb destinació a Leros al mar Egeu, on l'activitat britànica a les aigües gregues estava causant preocupació. Els dos creuers havien de formar una força lleugera per dur a terme atacs a la navegació britànica a l'Egeu. A primera hora del 19 de juliol, després d'haver estat albirats per avions de la RAF el dia anterior, van ser interceptats pel creuer australià HMAS Sydney i cinc destructors, mentre estaven fora del Cap Spada (extrem nord-oest de Creta). En la següent batalla del Cap Spada va rebre un impacte a la sala de màquines i va ser immobilitzat, el que el va convertir en un objectiu fàcil per als torpedes destructors. Casardi, creient erròniament que es tractava de dos creuers i quatre destructors, es va retirar amb el Bande Nere perseguit pel Sydney, mentre que el Colleoni, immobilitzat i en flames (un tir havia provocat l'explosió dels dipòsits de munició de proa i l'eliminació del proa) va ser rematada amb torpedes pels caces britànics Ilex i Havock .
Va explotar i es va enfonsar a les 8.29, portant-se 121 mariners, mentre que els altres 525 van ser rescatats i fets presoners pels britànics. El comandant, el capità de vaixell Umberto Novaro, greument ferit, va ser salvat per la seva tripulació mentre volia enfonsar-se amb el vaixell. Va morir quatre dies després a Alexandria i la Royal Navy li va retre tots els honors militars en presència de la tripulació supervivent i del capità del vaixell Eugenio Martini, més tard medalla de plata al VM, antic segon al comandament del creuer Bartolomeo Colleoni .